# 美洲大陆分水岭

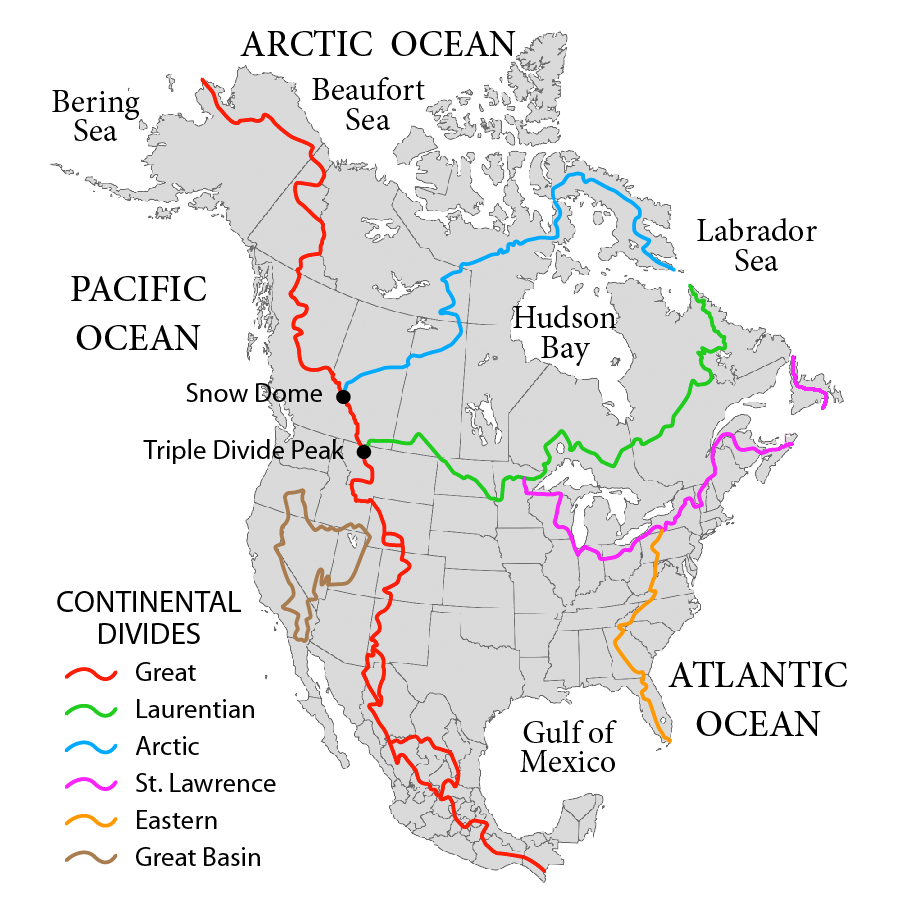
靠北美洲西岸的大陸分水嶺（紅線）

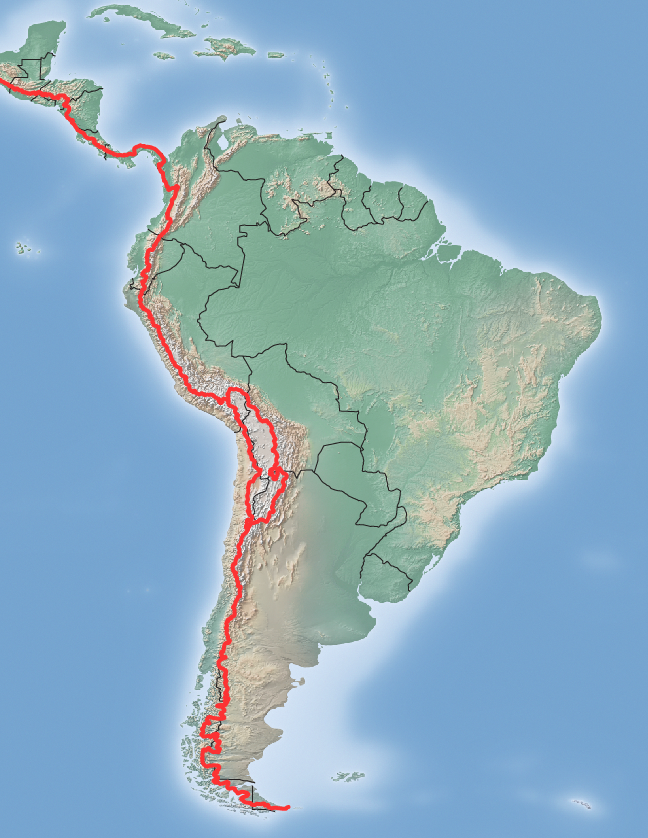
中美洲和南美洲的大陆分水岭（红线）

美洲大陆分水岭（英語：Continental Divide of the Americas）又稱大分水嶺（Great Divide）、西部分水岭（Western Divide）或大陆分水岭（Continental Divide），是南北美洲大陆西端组成连续分水岭的一系列山脊，將大陆内水系流域大致分隔成太平洋出海口的水系與大西洋（包括墨西哥湾和加勒比海）/北冰洋（包括哈德森湾）出海的水系。美洲大陆分水岭北起阿拉斯加在白令海峡沿岸的威尔士王子角，往西南經過加拿大育空地區和不列颠哥伦比亚省、美国的蒙大拿州、懷俄明州、科羅拉多州和新墨西哥州、以及墨西哥大部分地区，然后通过中美洲到南美洲與安地斯山脈相連，一直延伸到麦哲伦海峡沿岸的弗罗厄德角。

## 外部連結
- A detailed map of watersheds in North America （页面存档备份，存于）
- A detailed overview of isolated wetlands from the USFWS （页面存档备份，存于）
- Detailed article, maps, and boundary data from The National Atlas of the United States
- Parting of the Waters: a creek that flows to two oceans